# Улица Титова (Санкт-Петербург)
Улица Тито́ва — улица в Московском районе Санкт-Петербурга. Проходит от проспекта Юрия Гагарина до проспекта Космонавтов.

## История
Улица получила название 20 мая 2002 года в память о втором советском космонавте Германе Степановиче Титове (1935—2000).

## География
От проспекта Юрия Гагарина улица Титова идёт на восток параллельно улице Типанова, затем у дома 28, корпус 4 по проспекту Юрия Гагарина поворачивает на северо-восток и идёт вдоль линии электропередачи до проспекта Космонавтов.

## Пересечения
С запада на восток улицу Титова пересекают следующие улицы:
- проспект Юрия Гагарина — улица Титова примыкает к «карману»;
- проспект Космонавтов — улица Титова примыкает к «карману».

## Транспорт
Ближайшие к улице Титова станции метро, «Московская» и «Парк Победы» 2-й (Московско-Петроградской) линии, находятся на расстояниях около 900 м и 1,6 км по прямой от начала улицы соответственно.
Движение наземного общественного транспорта по улице отсутствует.
Ближайшая к улице Титова железнодорожная платформа — Проспект Славы (около 1,2 км по прямой от конца улицы).

## Общественно значимые объекты
- торговый комплекс «Питер» (у примыкания к проспекту Юрия Гагарина) — улица Типанова, дом 21, литера А;
- подростково-молодёжный клуб «Космонавт» — проспект Космонавтов, дом 29, корпус 7, литера А;
- детский сад № 19 — проспект Юрия Гагарина, дом 26, корпус 9, литера А;
- городская поликлиника № 51 — проспект Космонавтов, дом 33—35, литера А.